# DR 135 048 bis 050
Die DR 135 048–050 sind eine 1935 entwickelte Triebwagen-Baureihe der Deutschen Reichsbahn für den Personenverkehr auf Nebenbahnen. Sie gehen in der Grundausführung auf die DR 720 bis 722 zurück und gehörten zur ersten größeren Serie zweiachsiger Triebwagen, gefertigt bei MAN Nürnberg. Zur Unterscheidung anderer Triebwagen der Reihe DR 135 sind sie als DR 135, eckige Bauform, mit hydraulischer Kraftübertragung klassifiziert. Ein Triebwagen der Serie ist nicht erhalten geblieben.

## Geschichte
Zeitgleich mit den 14 Triebwagen der Reihe DR 135 032 bis 045 vom selben Hersteller entstanden im gleichen Jahr diese drei Fahrzeuge. Offensichtlich waren sie als Vergleichsfahrzeuge zu den zahlenmäßig dominierenden Fahrzeugen mit mechanischer Kraftübertragung gedacht und waren mit einem Strömungsgetriebe der Bauform Anfahrwandler-Kupplung ausgerüstet. Die Fahrzeuge wurden nach der Abnahme im RAW Nürnberg in der Reichsbahndirektion Regensburg eingesetzt. Angaben über die Laufleistungen und die Bewährung der Fahrzeuge sind aus der Literatur nur wenige zu entnehmen. So fuhr der 135 048 zuerst in Regensburg, später in Nürnberg und in Straubing. Der 135 049 begann seinen Dienst ebenfalls in Regensburg, spätere Einsatzstellen waren Nürnberg, Straubing und wieder Regensburg. Der 135 050 begann seinen Dienst ebenfalls in Regensburg, spätere Einsatzstellen waren Nürnberg, Plattling, Straubing und Bamberg. Die Laufleistungen jedes Triebwagens betrug bis zum Krieg 327.000 Kilometer.
Kriegseinsätze sind nicht bekannt, nach Kriegsende befanden sich alle drei Fahrzeuge im amerikanischen Sektor, wobei der 135 048 und der 135 049 solch schwere Beschädigungen hatten, dass sie nach 1946 verschrottet wurden.

## VT 70 501
Einzig der 135 050 wurde wieder aufgearbeitet und erhielt die neue Bezeichnung VT 70 501. In dieser Form blieb das Fahrzeug bis 1957 bei der DB in Betrieb, wobei er 1950 noch eine neue Antriebsanlage erhielt. Das Fahrzeug wurde danach ausgemustert und bald darauf verschrottet.
Heute existieren von dem Fahrzeug nur noch Fotos und ein Modell. Der Betrieb mit den Fahrzeugen brachte die Erkenntnis, dass Dieseltriebwagen mit mechanischer Kraftübertragung wirtschaftlicher arbeiten als mit hydraulischer Kraftübertragung.

## Konstruktive Merkmale
Die Fahrzeuge besaßen gegenüber den DR 135 012 bis 021 (Triebwagen mit elektrischer Kraftübertragung) eine Karosserie mit geänderter Kopfform. Der Dachbereich war etwas flacher ausgeführt. Außerdem besaßen die Führerstände ein zusätzliches seitliches Fenster.
Die Maschine war auf demselben Tragrahmen gelagert, wie ihn die DR 135 012 bis 021 besaßen, bis auf die Kleinigkeiten, die die Aufnahme des Strömungsgetriebes betreffen. Als Dieselmotor wurde der W6V 15/18c verwendet, den die DR 135 032 bis 045 besaßen. Das Drehmoment wurde von dem Dieselmotor über eine hydraulische Kupplung auf das Strömungsgetriebe übertragen. Dieses Getriebe besaß einen Wandler, der die Kraftübertragung vom Stillstand bis etwa 48 km/h übernahm. Bei höheren Geschwindigkeiten wurde die Strömungskupplung verwendet.